# Amani Abeid Karume
Pour les articles homonymes, voir Karume.
 (juillet 2013).
Amani Abeid Karume, né le 1er novembre 1948 à Zanzibar, est un ancien président de Zanzibar, région semi-autonome de la Tanzanie, élu deux fois du 8 novembre 2000 au 3 novembre 2010. Il est le fils du premier président de Zanzibar, Abeid Amani Karume, et membre du parti Chama cha Mapinduzi (CCM).